# Галаевец
Галаевец (укр. Галаєвець) — село, Калининский сельский совет, Липоводолинский район, Сумская область, Украина. Население по переписи 2001 года составляло 122 человека.
Найдена на трехверстовке Полтавской области. Военно-топографическая карта 1869 года как хутор Галаивец

## Географическое положение
Село Галаевец находится между сёлами Чирвино и Шматково (1-2 км). По селу протекает пересыхающий ручей с запрудой. Рядом проходит автомобильная дорога Т-1913.

## История
- Село было основано выходцами с Кавказа — галаевцами, родственными чеченцам.

## Экономика
- Птице-товарная ферма.

## Достопримечательности
- Братская могила советских воинов.